# Francisco Garcés Gana
Francisco Javier Garcés Gana (Santiago, 1 de septiembre de 1879-ibídem, 12 de mayo de 1948) fue un abogado y político chileno, militante del Partido Liberal (PL). Fue miembro del Congreso, así como también ministro de estado.

## Biografía
Fue hijo de Francisco Javier Garcés Garcés y de Isabel Gana Cruz.
Se casó con Carmela Correa Valenzuela y tuvieron cuatro hijos; en segundo matrimonio, se casó con Carolina Pereira Iñiguez y tuvieron descendencia. Una de sus hijas por su primer matrimonio, Marta Garcés Correa, se casó con Augusto Winter Elizalde. Ella y su esposo son abuelos paternos de Gonzalo Winter, político.
Estudió en los Sagrados Corazones de Santiago y luego Derecho en la Universidad de Chile; juró como abogado el 14 de diciembre de 1904 y ejerció su profesión en Santiago. La memoria se tituló "El matrimonio".

## Vida política
Simpatizaba con las ideas liberales y tuvo predilección por los asuntos económicos. Desde su incorporación a la Cámara figuró en el partido Liberal.
Como hombre público, fue en diferentes oportunidades, ministro y parlamentario.
Fue ministro de Hacienda, en el gobierno de Juan Luis Sanfuentes Andonaegui, desde el 1° de julio al 23 de diciembre de 1920; asumió como tal nuevamente, el 3 de noviembre de 1921 hasta el 22 de marzo de 1922, en el gobierno de Arturo Alessandri Palma; y durante esta administración también, fue ministro del Interior, desde el 12 de enero al 16 de marzo de 1923. En el gobierno de Carlos Ibáñez del Campo fue ministro de Hacienda, desde el 22 al 23 de julio de 1931. Fue ministro de Justicia, durante la administración Alessandri Palma, del 26 de agosto de 1935 al 12 de septiembre de 1936. Durante esta administración, fue también ministro de Hacienda, desde el 29 de marzo de 1937 al 24 de diciembre de 1938. Fue ministro suplente de Defensa Nacional, cuando era ministro de Hacienda, 11 de abril de 1938 hasta diciembre de dicho año. También fue ministro subrogante de Relaciones Exteriores y Comercio, siendo ministro de Hacienda.
Fue al Congreso por primera vez, como diputado por Santa Cruz y Vichuquén, periodo 1918-1921; integró la Comisión Permanente de Hacienda.
Reelecto diputado por Santa Cruz y Vichuquén, periodo 1921-1924; fue primer vicepresidente de la Cámara, 7 de agosto de 1923 al 29 de abril de 1924. Integró la Comisión Permanente de Presupuestos, de la que fue su presidente; fue diputado reemplazante en la Comisión Permanente de Policía Interior. Miembro de la Comisión Conservadora para el receso 1923-1924.
Después de una carrera pública, de éxitos continuados, decidió retirarse de la política y se dedicó a la vida de los negocios.
Explotó su hacienda Santo Domingo de Tango.
En octubre de 1925 fue nombrado consejero del Banco Central, a solicitud de la Sociedad Nacional de Agricultura, SNA, y la Sociedad de Fomento Fabril, SOFOFA, de las que era socio; fue también, vicepresidente del Banco. Presidente de Tejidos y Vestuarios S.A. Además formó parte de diversos directorios de sociedades comerciales.
Socio del Club de La Unión, del Club Hípico, del Tattersall.
Falleció el 12 de mayo de 1948.